# Juliet Aubrey
Juliet Aubrey (Fleet (Hampshire), 17 december 1966) is een Brits film- en televisieactrice. Ze speelde onder andere in de films Still Crazy, Iris en The Constant Gardener.

## Biografie
Aubrey werd geboren op 17 december 1966 in de in Hampshire gelegen plaats Fleet. Ze studeerde op King's College London en leerde acteren op de tevens in Londen gelegen Central School of Speech and Drama. Aubrey maakte in 1992 haar filmdebuut in de film Shining Through, waarin zij een bijrol speelde. In hetzelfde jaar speelde ze haar eerste rol in een televisieserie. Dit was de rol van Susan in The Big Battalions. In 1994 speelde Aubrey Dorothea Brooke in de televisieserie Middelmarch en won daarvoor in 1995 de BAFTA award voor de beste actrice in een televisieserie en de Broadcasting Press Guild award, tevens voor beste actrice. Drie jaar later won Aubrey tijdens het La Baule European Film Festival in 1997 de prijs "beste actrice" voor haar rol in de film Food of Love.
Audrey speelde in haar carrière tevens vele gast- en bijrollen, waaronder de rol van Emma Sandbrook in de televisieserie Law & Order: UK in 2009. Ook speelde zij in 2012 in de eerste aflevering van de serie Lilyhammer, Reality check, de rol van Karen Sokolowsky.
In maart 2012 werd er bij Aubrey ingebroken, terwijl zij thuis was. Toen de politie van de Scotland Yard in haar huis in Londen was gearriveerd, viel een Duitse herder van de politie haar aan. Ze raakte hierbij gewond en was maanden in behandeling. Ze kreeg ook posttraumatische stressstoornis. In januari 2014 bood de Scotland Yard haar excuses aan.

## Privéleven
Aubrey trouwde in 2002 met Steven Ritchie en heeft met hem twee dochters.